# Paraspadella anops
Espèce
Paraspadella anops est une espèce de chaetognathes de la famille des Spadellidae.

## Description
Paraspadella anops possède dix crochets, deux dents antérieures et aucune postérieure. La longueur maximale d'un adulte est de 4 mm dont la moitié pour la queue. Le corps est élancé avec une musculature transversale sur le tronc. La tête est large avec des crochets non dentelés et il ne possède pas d'yeux. Il possède une paire de nageoires latérales courtes, entièrement rayonnées et arrondies sur le tronc et la queue. Le pont de nageoire est absent. La collerette est longue. Absence de diverticules intestinaux. Les vésicules séminales sont inconnues. Les ovaires sont immatures et de longueur moyenne situés près de l'extrémité postérieure du ganglion ventral. Présence de papilles adhésives, d'organes adhésifs avec quatre appendices adhésifs et absence de glandes apicales.

## Étymologie
Son nom spécifique, du préfixe grec ancien ἀν-, an-, « absence de », et ops, « œil », fait référence à l'absence de cet organe. 

## Répartition géographique
Paraspadella anops a été trouvé dans les eaux côtières des Bahama's.

## Publication originale
- (en) Thomas E. Bowman et Robert Bieri, « Paraspadella anops, new Species, from Sagittarius Cave Grand Bahamas Island, the second Troglobitic Chaetognath », Proceedings of the Biological Society of Washington, Washington, Biological Society of Washington (d), vol. 102,‎ 1989, p. 586-589 (ISSN 0006-324X et 1943-6327, OCLC 1536434, lire en ligne).